# Джойя, Малалай
Малалай Джойя (пушту ملالۍ جویا‎; род. 25 апреля 1978, провинция Фарах) — афганская правозащитница, писательница и политик.

## Биография
С 2005 по 2007 год была депутатом Национальной ассамблеи Афганистана, уволена с государственной службы за публичное осуждение присутствия полевых командиров и военных преступников в афганском парламенте. Является ярым критиком администрации Хамида Карзая и его западных союзников, особенно в Соединённых Штатах Америки. В 2006 году выступила на федеральном съезде канадской Новой демократической партии, солидаризуясь с её критикой операции НАТО в южном Афганистане.
В мае 2007 года её увольнение с должности депутата афганского парламента вызвало протест на международном уровне. Петиция о её восстановлении на службу были подписаны рядом писателей, в том числе Ноамом Хомским (который впоследствии указывал её в качестве более достойной кандидатуры для Нобелевской премии мира, чем Барак Обама), а также членами парламента Канады, Германии, Великобритании, Италии и Испании. Медикорпорация Би-би-си назвала Малалай «самой храброй женщиной Афганистана».
В 2010 году журнал Time поместил Малалай Джойя в ежегодный список 100 самых влиятельных людей в мире, а журнал Foreign Policy опубликовал её в списке 100 лучших мировых мыслителей. 8 марта 2011 года The Guardian разместил данные Малалай в списке: «100 лучших женщин-активистов».
Жизнь и политическая деятельность Малаи Йои вздохновили итальянский роман «Легенда Паранджи» (La leggenda del Burqa) из Томаза Пистои (Thomas Pistoia).

## Переводы на русский
- «КОМАНДЫ УБИЙЦ» — ЭТО ПРАВДА О ВОЙНЕ В АФГАНИСТАНЕ